# Palacio de las Escalonias
La casa-palacio de la Marquesa de Las Escalonias es uno de los ejemplares más representativos de la arquitectura civil de Antequera y es considerada uno de los edificios mejor conservados con la tipología de antigua casa palaciega antequerana de principios del siglo XVII.
La casa fue construida por la una de los linajes de mayor raigambre de la nobleza antequerana, afincada en esta ciudad desde la conquista en 1410, a la que el 31 de agosto de 1680 el rey Carlos II concedió el marquesado de las Escalonias, produciéndose desde entonces un estrecho vínculo entre esta familia y Antequera.
El palacio, por su emplazamiento en la calle Pasillas, una de las arterias principales de la ciudad, es un indicador interesante del urbanismo de la Edad Moderna en Antequera, ya que se trata de una de las arterias principales, espacio por el que la nobleza muestra una clara predilección al ubicarse en la parte baja de la ciudad y en llano. Pero además el inmueble revela su carácter emblemático como símbolo urbano jerarquizante del nuevo posicionamiento de la familia, convirtiéndose en seña de la identidad arquitectónica y urbanística de la ciudad, siendo ejemplo de los nuevos cambios que se produjeron en el sector frente a la aristocracia local.
La casa-palacio de la marquesa de Las Escalonias muestra en el exterior el gusto por el manierismo y por la influencia de la tratadística italiana, siendo su fachada principal deudora de un modelo previamente ensayado en la Real Chancillería de Granada, la típica «fachada armazón», considerándose un magnífico exponente de dicha estética aunque el uso de los materiales tradicionales, como el ladrillo y la mampostería, el diseño de sus alzados interiores, la planta, la composición de su fachada lateral o la fachada posterior, entroncan con la constructiva local de tradición mudéjar, plasmando con acierto las permanencias artísticas locales con la innovación, lo que hace que este palacio se constituya en un modelo de referencia para otros proyectos posteriores en la ciudad, asentando las bases de los rasgos definitorios del barroco antequerano. 

## Descripción
La casa-palacio de la marquesa de Las Escalonias ocupa una parcela de trazado irregular en el punto de encuentro entre la calle Pasillas y la calle Cuesta Álvaro de Oviedo. La fachada principal se articula en dos plantas dividida en cinco calles verticales rematada en un cuerpo de ático o sobrado. La singular articulación de los vanos efectuada para guarnecer ventanas y balcones, la composición de los dos cuerpos, el primero con pilastras toscanas almohadilladas resaltadas y el segundo con un balcón de pilastras cajeadas coronado por un entablamento con grandes triglifos volados, rematado con un frontón triangular denticulado, le confiere una mayor entidad a la calle central, donde se inscribe la portada, enfatizando la verticalidad del edificio y configurando lo que posiblemente sea la muestra más antigua de «fachada armazón», tan característica de la arquitectura antequerana de los siglos XVII y XVIII.
El edificio es de planta irregular casi triangular y consta de tres alturas. La planta baja se estructura a partir de un amplio zaguán rectangular cubierto por un interesante artesonado en cuyo lateral se abre la escalera de acceso a las habitaciones principales. A través de una cancela neorrenacentista se desemboca a un patio rectangular y descentrado, que presenta una única ala de galerías en la cara suroeste, en la crujía que se corresponde con la fachada principal. Este espacio es de tres plantas superpuestas articuladas mediante dos niveles de galerías abiertas a manera de «loggia» con arcos de medio punto sobre columnas toscanas de mármol muy estilizadas en los dos primeros pisos y de estructura adintelada en el último. En esta crujía es donde se ubican las habitaciones principales dispuestas a lo largo de un estrecho y largo corredor que abre al patio a través de la galería cerrada mediante ventanales de maderas con celosías. A la planta que se desarrolla mayoritariamente como ático se accede por una escalera de caracol que comunica con la zona de servicio.
Directamente desde el patio se accede a un jardín, reconstruido a comienzos del siglo XX según el estilo romántico, con plantas trepadoras, setos, arriates geométricos, macizos de cipreses y otros arbustos, cuyo perímetro en el lado sursudoeste se encuentra cerrado por una tapia almenada. La irregularidad del terreno obliga a franquear este recinto mediante estrechas escaleras dispuestas en ángulo que conducen a un pasillo perimetral a modo de barbacana. En esta zona se ubican dependencias para servicios, lavadero, etc., y en un nivel superior una estancia para residencia de huéspedes.